# Vietri sul Mare
Pour les articles homonymes, voir Vietri.
Vietri sul Mare est une commune italienne de la province de Salerne, en région Campanie.

## Description
Ce n'est pas une monarchie. Pourtant Vietri sul Mare a une reine, depuis la Renaissance, la céramique peinte y trône partout. Sur le dôme rayé bleu et vert de l'église San Giovanni Battista, et jusque sur les murs des commerces, telle cette enseigne de primeur montrant une scène de vendanges... Ne jamais hésiter à pousser la porte des ateliers d'artisans, passés maîtres dans l'ornementation des vases et des statues.

## Administration
| Période                                  | Période | Identité | Étiquette | Qualité |
| ---------------------------------------- | ------- | -------- | --------- | ------- |
|                                          |         |          |           |         |
| Les données manquantes sont à compléter. |         |          |           |         |

### Hameaux
Albori, Dragonea, Iaconti, Marina di Vietri, Molina, Raito.

### Communes limitrophes
Cava de' Tirreni, Cetara, Maiori, Salerne.